# Philonotis pugionifolia
Philonotis pugionifolia là một loài rêu trong họ Bartramiaceae. Loài này được E. Britton mô tả khoa học đầu tiên năm 1896.